# Cincinnati (cheval)
Pour l’article homonyme, voir Cincinnati.
Cincinnati, né vers 1860 et mort en 1878, est un cheval connu comme étant la monture préférée du général et futur président des États-Unis Ulysses S. Grant pendant la guerre de Sécession.
Fils de Lexington, il est aussi le petit-fils de Boston (en). Il a été donné au général.
Grant utilise Cincinnati lorsqu'il doit négocier avec le général confédéré Robert Lee après la bataille d'Appomattox Court House.
Cincinnati meurt dans la ferme de Daniel Ammen dans le Maryland.

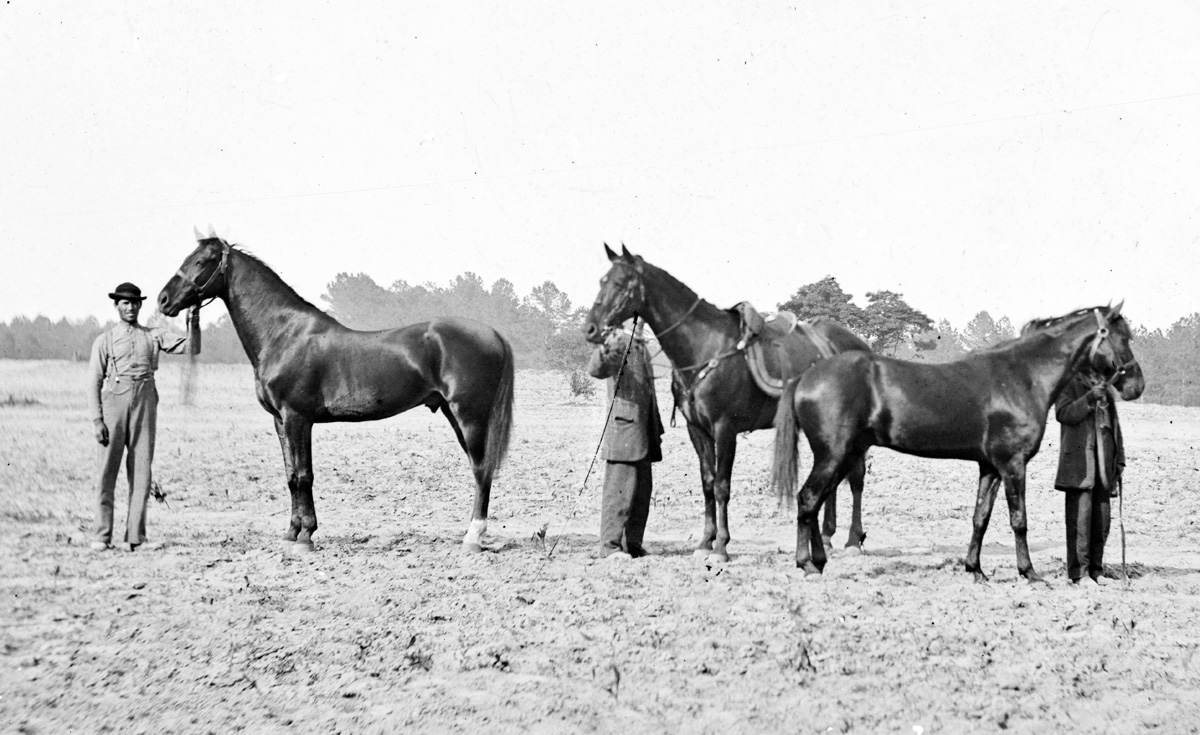
Photographie des trois chevaux de Grant durant l'Overland Campaign : Egypt, Cincinnati et Jeff Davis.